# Ludmila Švédová
Ludmila Švédová (Šumperk, 13 novembre 1936 – 10 febbraio 2018) è stata una ginnasta cecoslovacca, dal 1992 ceca.

## Palmarès

### Olimpiadi
- 1 medaglia:
  - 1 argento (Roma 1960 a squadre)